# Дега, Ирина Петровна

Портрет работы Н. Альтмана. 1927. ГТГ

Ирина Петровна Рачек-Дега (Животовская; 1907—1989) — советская балерина, актриса Московского государственного еврейского театра. Вторая жена художника Натана Альтмана.

## Биография
Родилась в 1907 году в Харькове. Родители — богодуховский мещанин Харьковской губернии Пинхус Мошкович (Моисеевич, Пётр Михайлович) Рачик (Рачек, 1866—?), сын николаевского солдата, и Голда-Бейла Мовшовна (Моисеевна, Ольга Михайловна, в девичестве Серая, 10 июня 1870, Харьков —?). У неё были сёстры Сара (1897), Рахиль (1899), Мария (1900), братья Исаак (1901), Илья (1906) и Давид (1908). Семье принадлежал собственный дом в Змиевском въезде № 1.
С 1928 по 1935 год — жена художника Натана Альтмана. 
Была знакома с Маяковским. Поэт называл её «Козликом»; по словам Рачек-Дега, посвящённое ей стихотворение с упоминанием «козлячьих лапок» должно сохранится в альбоме, оставшемся у последней жены Альтмана.

Как раз в это время Альтман писал мой портрет, который сейчас в Третьяковской галерее находится, и стоял мольберт и закрыт был тряпкой. Он пришёл, открыл, смотрел долго, смотрел. «Ну, что ж, — он говорит, — художник пишет, но поэт тоже пишет». Так что он всё время меня отбивал от Альтмана.

Борис Фрезинский пишет о ней: «Ирина Петровна была очаровательной, весёлой, лёгкой, деятельной, и, конечно, это была золотая модель для художника».
В 1928 году ГОСЕТ отправился на гастроли по Европе, в составе труппы выехал Альтман — художник театра. Жена ждала визу — тогда в Германии состоялась её новая встреча с Маяковским. Визу она получила в 1929 году.
Когда театр возвращался с гастролей, супруги предпочли остаться в Париже.
Фрезенский записал её рассказ о парижской жизни тех лет: «Альтманы сняли квартиру далеко от центра — на бульваре Брюн, 21, в районе фортов Порт де Ванв. Это был только что выстроенный восьмиэтажный дом со всеми удобствами (редкость в тогдашнем Париже). Под Альтманами жили Савичи — друзья Ильи Эренбурга, и, заслышав голос Ильи Григорьевича, Альтманы устремлялись вниз, причем Ирина Петровна лихо съезжала по перилам. Вскоре грянул экономический кризис, и картины перестали покупать. В это трудное время Ирина Петровна много работала, чтобы дать Альтману возможность заниматься живописью». У них родился сын, умерший через полтора года. Рачек-Дега рассказывала, как их поддерживал тогда Эренбург: «Он так понимал мое страдание, ежедневно приходил, чтобы чем-нибудь отвлечь, хотя мы и держались на людях сдержанно. Но Эренбург так понимал…»
В конце 1935 года супруги расстаются. После расставания Рачек-Дега жила у Шухаевых. Альтман всё-таки возвращается на родину, а Рачек-Дега заключает контракт с американской труппой.
Однако в итоге Рачек-Дега всё-таки тоже вернулась в СССР. Марк Уральский пересказывает её слова о причине возвращения: «то, что вернулась, это она явно своим легкомыслием объясняла. Мол, помчалась, дура, за Альтманом, думала, выправится любовная лодка, но нет — разбилась о быт. И ещё друзья сердечные уговаривали — все эти Катаевы, Кирсановы, Кольцовы и иже с ними. Когда они в Париже появлялись в ранге советских командировочных, то пели соловьями: „Всё даже распрекрасно, свобода творчества полнейшая, как в двадцатом году. Что хошь с ней, то и делай — хоть с капустой ешь, но при этом и заработки стабильно гарантированные…“»
В период Великой Отечественной войны преподавала в эвакуации в хореографическом училище Большого театра. Также преподавала классический танец в студии Московского театра оперетты, в хореографической студии Дома пионеров Дзержинского района города Москвы, ставила танцы для всех спектаклей театральной студии Стратилатовых.

### В искусстве
Портреты Рачек-Дега писали Натан Альтман (1927, ГТГ; «Портрет И. Д. в полосатой кофточке», 1936), Александр Лабас.
Рачек-Дега дружила с художником Василием Шухаевым, у неё осталось много его работ, и из её собрания в коллекцию Третьяковской галереи попал шухаевский портрет Саломеи Андрониковой.